# New Ipswich
New Ipswich est une municipalité américaine située dans le comté de Hillsborough au New Hampshire. Selon le recensement de 2010, sa population est de 5 099 habitants.

## Géographie
La municipalité s'étend sur 33,06 milles carrés (85,63 km2), dont 0,32 milles carrés (0,83 km2) d'étendues d'eau.

## Histoire
En 1735, la localité est fondée et nommée en l'honneur d'Ipswich (Massachusetts), qui doit elle-même son nom à la ville anglaise. Elle devient une municipalité en 1762, sous le nom d'Ipswich, puis adopte son nom actuel quatre ans plus tard.

## Démographie
La population de New Ipswich est estimée à 5 227 habitants au 1er juillet 2016.
Le revenu par habitant était en moyenne de 36 397 dollars par an entre 2012 et 2016, au-dessus de la moyenne du New Hampshire (35 264 dollars) et de la moyenne nationale (29 829 dollars). Sur cette même période, 3,0 % des habitants de New Ipswich vivaient sous le seuil de pauvreté (contre 7,3 % dans l'État et 12,7 % à l'échelle des États-Unis).
La ville compte une population plus jeune que l'État et le pays avec 28,4 % de moins de 18 ans (contre 21,8 % et 24 %) et 8,8 % de plus de 65 ans (contre 13,5 % et 13 %).

## Personnalités liées à New Ipswich
- Cecil Bancroft (1839-1901), né à New Ipswich, éducateur américain et 8e principal de la Phillips Academy
- Nathan Heald (1775-1832), né à New Ipswich, commandant au fort Dearborn à Chicago.